# Ocupació d'Alcatraz

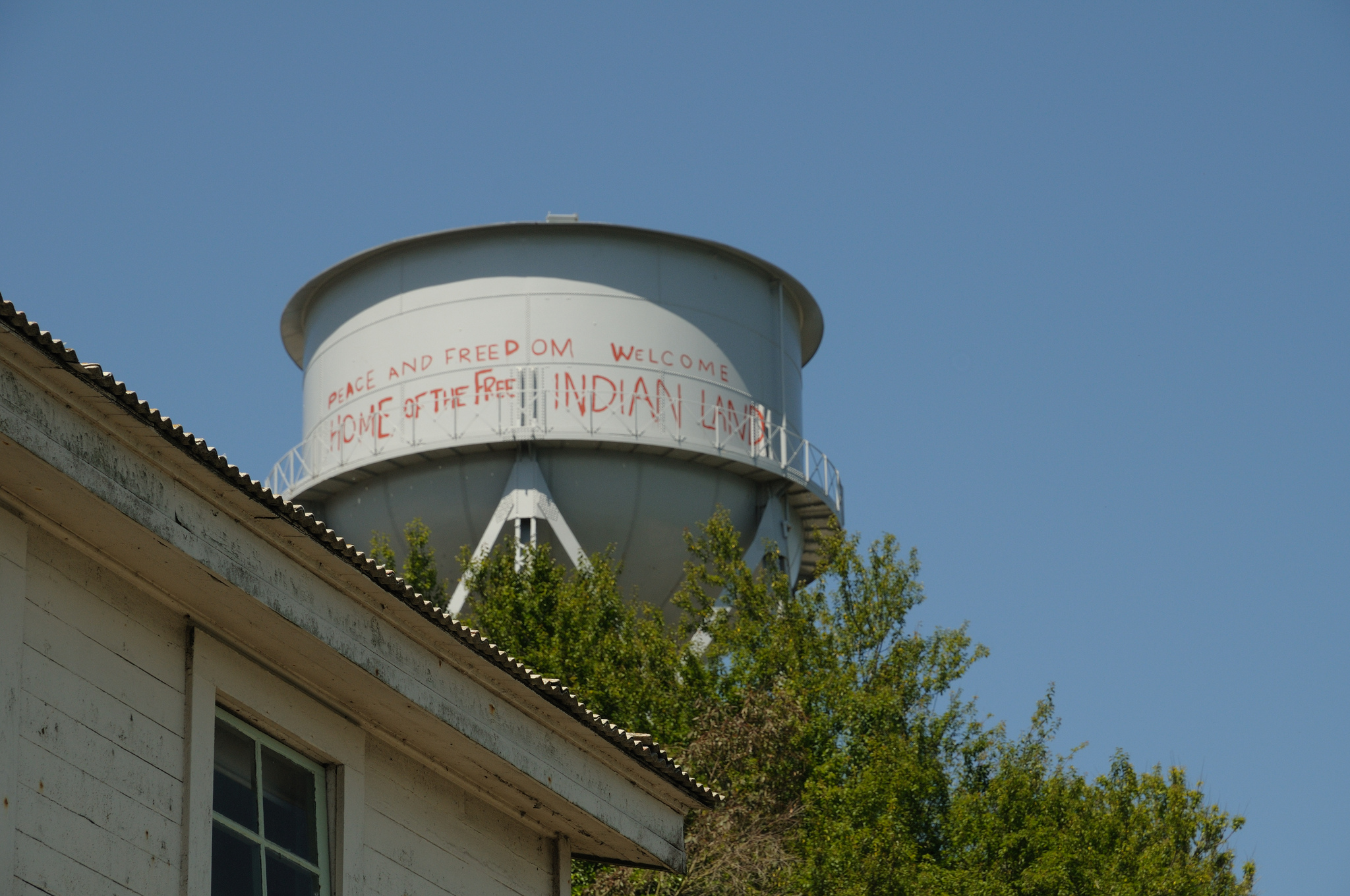
Grafit a la Torre de l'Aigua

L'ocupació d'Alcatraz (20 de novembre de 1969 - 11 de juny de 1971) va ser una protesta que va durar 19 mesos durant la qual 89 nadius nord-americans i els seus partidaris van ocupar l'illa d'Alcatraz. La protesta va ser encapçalada per Richard Oakes, LaNada Means i d'altres, mentre que John Trudell va actuar com a portaveu. El grup va viure a l'illa fins que el govern dels Estats Units va posar fi a la protesta per la força.
El grup de protesta va triar el nom d'Indis de totes les tribus (IOAT per les sigles en anglès) per a ells mateixos. L'IOAT afirmava que, segons el Tractat de Fort Laramie entre els EUA i la tribu Lakota, totes les terres federals retirades, abandonades o fora d'ús s'havien de tornar als indígenes que una vegada les van ocupar. Com que la penitenciaria d'Alcatraz es va tancar el 21 de març del 1963 i l'illa es va declarar propietat federal excedent el 1964, diversos activistes de Red Power van sentir que l'illa complia els requisits per ser reclamada pels indis.
L'ocupació d'Alcatraz va tenir un impacte lleu en les polítiques federals de terminació d'indis i va establir un precedent per a l'activisme indi. Oakes va ser assassinat a trets el 1972, i el Moviment Indi Americà va ser després atacat pel govern federal i l'FBI en les operacions del Programa de Contraintel·ligència.

## Antecedents
El 1963, Belva Cottier, una treballadora social sioux que vivia a l'Àrea de la Badia de San Francisco, va llegir un article que deia que la Penitenciaria Federal d'Alcatraz es tancaria i la propietat es lliuraria a la Ciutat de San Francisco. Recordant el Tractat de Fort Laramie de 1868, ella i el seu cosí, Richard McKenzie, van localitzar una còpia del tractat i van defensar que si la propietat era terra excedent del govern, els sioux podrien reclamar-la. Ella va planejar i va organitzar una ocupació i una acció judicial per obtenir el títol de propietat de l'illa. El 8 de març del 1964, un petit grup de sioux es va manifestar ocupant l'illa durant quatre hores. El grup estava format per unes 40 persones, inclosos fotògrafs, reporters i Elliot Leighton, l'advocat que representava els que reclamaven terrenys. Segons Adam Fortunate Eagle, aquesta manifestació va ser una extensió del teatre de carrer que ja prevalia a l'Àrea de la Badia i que s'usava per crear consciència. Els activistes sioux estaven dirigits per Richard McKenzie, Mark Martinez, Garfield Spotted Elk, Virgil Standing-Elk, Walter Means i Allen Cottier. Cottier actuava com a portaveu de la manifestació i afirmava que era "pacífica i d'acord amb els drets del tractat dels sioux". Els manifestants oferien públicament al govern federal la mateixa quantitat per la terra que el govern els havia ofert inicialment; a 47 centaus per acre, això equivalia a $9,40 per a tota l'illa rocosa (cosa que equivaldria al voltant de $78,44 el 2020), o $5,64 pels dotze acres utilitzables. Cottier també assenyalava que al govern federal se li permetria mantenir l'ús del far de la Guàrdia Costera ubicat a l'illa. Els manifestants van marxar sota amenaça de ser acusats de delicte greu. Aquest incident va atreure més atenció dels mitjans de comunicació a les protestes dels pobles indígenes a l'Àrea de la Badia.
El Consell Unit de la comunitat índia de l'Àrea de la Badia va considerar inicialment redactar una proposta i presentar una sol·licitud per a l'ús d'Alcatraz per part dels sioux sota les condicions del seu tractat. Es van elaborar plans d'ús dels edificis d'Alcatraz com a centre cultural. Les converses sobre el lliurament d'Alcatraz a empreses immobiliàries per al desenvolupament comercial van generar preocupació sobre la disponibilitat futura de l'illa. El desig d'una acció més immediata per reclamar espai per a la comunitat indígena local va ser finalment estimulat per la pèrdua del Centre Indígena de San Francisco arran d'un incendi el 10 d'octubre de 1969. La pèrdua del Centre Indígena de Sant Francisco va estimular l'acció entre els pobles indígenes a causa de la importància que tenia dins la comunitat. El centre proporcionava als nadius americans llocs de treball, atenció mèdica, ajuda en assumptes legals i oportunitats socials. Aquesta pèrdua es va sumar a la ja creixent tensió dels indis amb el govern dels EUA i tot això va provocar que l'estratègia per reclamar Alcatraz perquè la comunitat índia local la usés passés de sol·licituds formals a una presa de control més immediata.
El 1969, Adam Fortunate Eagle va planejar una ocupació simbòlica per al 9 de novembre. Els líders estudiantils universitaris el Mohawk Richard Oakes i el Xoixon-Bannock LaNada Means, cap de l'Organització d'Estudiants Natius Americans a la Universitat de Califòrnia, Berkeley, amb un grup més gran d'activistes estudiantils es van unir a Fortunate Eagle. Es va organitzar un grup de cinc bots per portar a aproximadament 75 indígenes a l'illa, però cap dels bots va aparèixer. Adam Fortunate Eagle va convèncer Ronald Craig, el propietari del Monte Cristo, un iot de tres pals, perquè passés per l'illa atès que els seus vaixells no arribaven. Oakes, Jim Vaughn (Cherokee), Joe Bill (Esquimal), Ross Harden (Winnebago) i Jerry Hatch van saltar per la borda, van nedar fins a la riba i van reclamar l'illa com Terra nullius.
La Guàrdia Costera ràpidament va fer fora els homes, però més tard aquell dia, un grup d'estudiants va llogar un bot, es van dirigir novament a l'illa, i catorze es van quedar a passar la nit. Els catorze ocupants, encapçalats per Oakes i Means, incloïen Kay Many Horses (Lakota), John Vigil (Pueblo) i John Whitefox (Fox i Sauk), del San Francisco Indian Center; Joe Bill (Inuit), Ross Harden (Winnebago), Fred Shelton (Esquimal) i Ricky Evening (Xoixon/Bannock), de la Universitat Estatal de San Francisco; i Linda Aranaydo (Creek), Burnell Blindman (Lakota), David Leach (Colville/Lakota), John Martell (Cherokee) i Jim Vaughn (Cherokee), de la Universitat de Califòrnia, Berkeley. L'endemà, Oakes va lliurar una proclama, escrita per Fortunate Eagle, a l'Administració de Serveis Generals (GSA) que reclamava l'illa per dret de descobriment, i després el grup va abandonar l'illa.
Els estudiants es van distanciar de Fortunate Eagle, John Folster i George Woodward, que volien liderar el moviment ja que desconfiaven dels seus motius a causa de la seva posició social a la societat en general, van planejar la següent invasió per a un moment en què aquests homes grans estarien fora en una conferència educativa. Encara que recentment molta gent ha afirmat que el Moviment Indi Americà va estar involucrat d'alguna manera a la Presa de Control, no va tenir res a veure amb la planificació i execució de l'Ocupació, encara que van enviar una delegació a Alcatraz en els primers mesos per esbrinar com s'havia dut a terme l'operació i com estava progressant.

## Ocupació

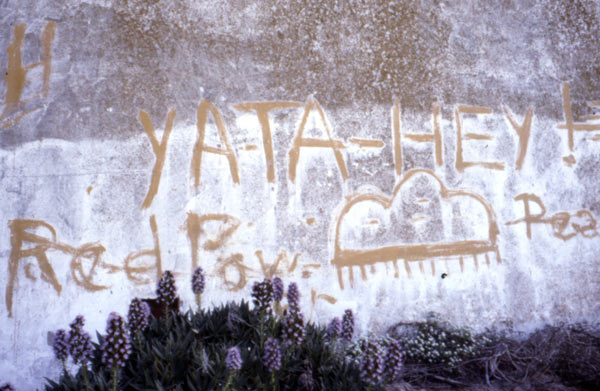
Graffiti de l'ocupació, amb una salutació navaho, "Yata Hey"

En les primeres hores del matí del 20 de novembre de 1969, 89 indis americans, incloses més de 30 dones, estudiants, parelles casades i 6 nens, van partir per ocupar l'illa d'Alcatraz. Un bloqueig de la Guàrdia Costera va aconseguir parcialment el seu propòsit i va impedir que la majoria desembarquessin, però catorze manifestants van desembarcar a l'illa i van començar la seva ocupació. L'únic guàrdia de l'illa, que havia estat advertit de l'ocupació imminent, va enviar un missatge pel seu radi. "¡Auxili! Mayday!", va trucar. "Els indis han desembarcat!"
A l'apogeu de l'ocupació hi va arribar a haver 400 persones. Dones natives, com Linda Aranaydo, Woesha Cloud North (Ho-Chunk - Ojibwe) i Vicky Santana (Blackfoot) van dirigir l'escola amb l'ajuda de Douglas Remington (Ute) i les mestres assistents Justine Moppin (Monachi) i Rosalie Willie (Paiute). També hi havia una guarderia i Stella Leach (Colville-Lakota) va instal·lar la clínica de salut. Jennie R. Joe (Navaho) i Dorothy Lonewolf Miller (Blackfoot), van ajudar a Leach com a infermeres, i Robert Brennan, Richard Fine i el cap de Leach, David Tepper, es van oferir com a metges. Els nadius i no nadius van portar aliments i altres articles necessaris per a la gent de l'illa, però els bloquejos de la guàrdia costanera van dificultar cada cop més el subministrament d'aliments als ocupants. Els proveïdors, després de creuar sigil·losament la badia en canoa, deixaven els subministraments que després havien de pujar per costerudes escales. Linda Aranaydo i Luwana Quitiquit (Pomo) eren les responsables d'administrar la cuina i cuinar per als ocupants. L'ocupació va durar uns 19 mesos, però va acabar pacíficament. Una empleada de l'Oficina d'Afers Indígenes, Doris Purdy, que també era fotògrafa aficionada, va acompanyar un grup que va ser el 29 de novembre, va passar la nit i va gravar imatges de vídeo.
Els manifestants, la majoria estudiants, es van inspirar i van adoptar tàctiques de manifestacions del moment pels drets civils, algunes de les quals havien estat organitzades per ells mateixos. Jerry Hatch i Al Miller, tots dos presents al desembarcament inicial però incapaços d'abandonar el vaixell en la confusió després que aparegués la Guàrdia Costera, van retornar en un vaixell privat. Al primer grup de desembarcament se li van unir molts altres els dies següents, inclòs Joe Morris (que va ser clau més tard com a representant del Sindicat d'Estibadors, en amenaçar de tancar els dos ports si es retirava els ocupants), i l'home que aviat es convertiria en "la Veu d'Alcatraz", John Trudell.
Tot i que no rebria el mateix reconeixement dels principals mitjans de comunicació que Trudell i Oakes, LaNada Means, que va ser una de les primeres a arribar i una de les últimes a anar-se'n, va organitzar declaracions i discursos escrits que descrivien el propòsit de l'ocupació. El també activista Dean Chavers va dir que Means era "la veritable líder de l'ocupació". Means va deixar clar als mitjans de comunicació i al govern federal que els ocupants volien el control complet dels indis sobre l'illa, en virtut del Tractat de Fort Laramie, amb el propòsit de construir un centre cultural que inclogués estudis nadius americans, un centre espiritual indi americà, un centre d'ecologia i un Museu Indígena Americà. Segons la proposta de subvenció de Means, el centre inclouria consultors indis a temps complet, mestres indis, bibliotecaris indis i un personal indi que guiaria les persones pel centre per explicar la història dels indis de totes les tribus. Els ocupants van citar específicament el seu tracte d'acord amb la política de terminació índia i van acusar el govern dels EUA de violar nombrosos tractats indis.
Richard Oakes va enviar un missatge al Departament de l'Interior de San Francisco.
El conseller especial del president Richard Nixon, Leonard Garment, es va fer càrrec de les negociacions de la GSA.
El Dia d'Acció de Gràcies centenars de simpatitzants es van dirigir a Alcatraz per celebrar l'Ocupació. Al desembre, un dels ocupants, el Sioux John Trudell, va començar a fer transmissions de ràdio diàries des de l'illa i, el gener de 1970, els ocupants van començar a publicar un butlletí. Joseph Morris, un Blackfoot membre del sindicat local d'estibadors, va llogar un espai al moll 40 per facilitar el transport de subministraments i persones a l'illa.
Cleo Waterman (Seneca Nation) va ser presidenta de l'American Indian Center durant l'ocupació. Com a vella, va triar quedar-se enrere i treballar a la logística per recolzar els ocupants. Va treballar en estreta col·laboració amb Grace Thorpe i la cantant Kay Starr per cridar l'atenció sobre l'ocupació i el propòsit.
Thorpe, filla de Jim Thorpe (Fox i Sauk), va ser una de les ocupants i va ajudar a convèncer celebritats com Jane Fonda, Anthony Quinn, Marlon Brando, Jonathan Winters, Buffy Sainte-Marie o Dick Gregory, per visitar l'illa i mostrar el seu suport. Thorpe no només va atreure l'atenció nacional i internacional sobre l'ocupació, sinó que també va proporcionar els subministraments necessaris per mantenir l'ocupació viva. Thorpe va subministrar un generador, una barcassa d'aigua i un servei d'ambulància a l'illa. La banda de rock Creedence Clearwater Revival va recolzar l'Ocupació amb una donació de $15,000 (equivalent a uns $99.961 en 2020) que es va utilitzar per comprar un vaixell, anomenat Clearwater, per a un transport fiable a Alcatraz. Quan era petit, l'actor Benjamin Bratt va estar present en l'ocupació amb la mare i els germans.

## Col·lapse i expulsió
El 3 de gener de 1970, Yvonne Oakes, filla de 13 anys d'Annie i fillastra de Richard Oakes, va morir en caure, cosa que va portar la família Oakes a abandonar l'illa, al·legant que ja no tenien el cor per a això. Alguns dels ocupants originals se'n van anar per tornar a l'escola i alguns dels nous ocupants tenien addicció a les drogues. Alguns membres no aborígens de l'escena hippie i de drogues de San Francisco també es van mudar a l'illa, fins que es va prohibir que els no indis es quedessin a passar la nit.
En una entrevista amb "Radio Free Alcatraz", l'ocupant i indi sioux, John Trudell, va lamentar que "l'aigua era encara el seu gran problema número u" i com, "ràpidament, el seu problema número dos començava a ser l'electricitat." El govern sovint tallava tota l'electricitat a l'illa i dificultava que l'aigua arribés als ocupants en un esforç per fer que abandonessin l'illa.
Després que Oakes se n'anés, LaNada Means, John Trudell i Stella Leach van tenir el desafiament de reconstruir la reputació cada vegada pitjor de l'ocupació. Means, havent estat en una família que sempre va estar activa en la política tribal, se sentia còmode informant els reporters sobre com operaven les reserves o dirigint els ocupants a la neteja de l'illa.  Aleshores, quan Robert Robertson, un republicà que treballava per al Consell Nacional d'Oportunitats Indígenes, va arribar a l'illa el 1970, només una setmana després de la mort de Yvonne Oakes, Means va prendre la iniciativa per intentar negociar la subvenció del centre cultural. Juntament amb Means, Robertson va reunir-se originalment amb un grup d'ocupants per discutir la seguretat i les negociacions relacionades amb l'ocupació. El va sorprendre que només deu homes fossin presents mentre que quaranta dones índies americanes estaven presents i actives a la conversa. Quan va acabar la reunió inicial, Means va convidar Robertson a un sopar privat entre ell i tres advocats per proposar una subvenció de $500,000 per renovar l'illa. Robertson, però, es va negar i continuaria rebutjant les propostes dels ocupants fins que finalment, el maig de 1970, el govern federal va començar a transferir Alcatraz al Departament de l'Interior i al Sistema de Parcs Nacionals. 
LaNada Means va intentar trobar diferents rutes per recolzar els indis de totes les tribus i els que encara eren a Alcatraz. Means creia que si podia contractar un advocat d'alt perfil per representar el reclam pel Tractat de Fort Laramie, IOAT guanyaria el seu cas. Tot i això, a mesura que viatjava més i més lluny de l'illa per trobar seguidors, van començar els rumors que li havien ofert una prova amb un productor de cinema, havent-se convertit en una oportunista. Quan va tornar, va descobrir que Trudell i els advocats de l'ocupació no estaven d'acord amb el seu enfocament. Finalment, els ocupants restants van seguir Trudell. Aquests punts de vista oposats entre Means i Trudell són només un exemple de la lluita pel poder, que va ser una de les raons principals de la desaparició de l'ocupació. Les demandes van resultar contradictòries entre si, i la seva incapacitat per veure les diferències passades i el compromís va resultar perjudicial per a l'ocupació de l'illa.
A finals de maig, el govern havia tallat tota l'energia elèctrica i tot el servei telefònic a l'illa. Al juny, un incendi d'origen controvertit va destruir nombrosos edificis a l'illa. Sense electricitat, aigua dolça i davant de la disminució del suport i la simpatia del públic, el nombre d'ocupants va començar a disminuir. L'11 de juny del 1971, una gran força d'oficials del govern va expulsar les 15 persones restants de l'illa.
Encara que plena de controvèrsies i acabada per la força, l'Ocupació és aclamada per molts com un èxit per haver captat l'atenció internacional cap a la situació dels pobles nadius als Estats Units, i per provocar més de 200 casos de desobediència civil entre els nadius americans.

## Impacte
L'Ocupació d'Alcatraz va tenir un efecte directe a la política índia federal i, amb els seus resultats visibles, va establir un precedent per a l'activisme indi. Robert Robertson, director del Consell Nacional d'Oportunitats Indígenes (NCIO), va ser enviat a negociar amb els manifestants. La seva oferta de construir un parc a l'illa per a ús indígena va ser rebutjada, ja que l'IOAT estava decidit a posseir tota l'illa i esperava construir-hi un centre cultural. Si bé l'administració de Nixon no va accedir a les demandes dels manifestants, era conscient de la naturalesa delicada de la situació i, per tant, no els va poder expulsar per la força. Estimulada en part pel suport de Spiro Agnew als drets dels nadius americans, la política federal va començar a allunyar-se de la terminació i avançar cap a l'autonomia indígena. Al missatge indi de Nixon del 8 de juliol de 1970, va condemnar la terminació i va proclamar que "l'autodeterminació entre els pobles indis pot i s'ha d'encoratjar sense l'amenaça d'una terminació final". Tot i que aquest va ser un pas cap a una reforma substancial, l'administració es va veure obstaculitzada per la mentalitat burocràtica, incapaç de canviar el seu enfocament metòdic de tractar amb els drets dels indígenes. L'actitud de Nixon envers els assumptes indígenes es va agrir amb l'ocupació de l'Oficina d'Afers Indígenes (BIA) el 2 de novembre del 1972. Gran part de l'activisme pels drets dels indis de l'època es remunta a l'ocupació d'Alcatraz. El rastre dels tractats trencats, l'ocupació del BIA, l'incident de Wounded Knee i la caminada més llarga tenen les arrels en l'ocupació. El Moviment Indi Americà (AIM) va notar en la visita a l'ocupació que la manifestació va atreure l'atenció nacional, mentre que els involucrats no van enfrontar cap acció punitiva. Quan els membres de l'AIM es van apoderar del Mayflower II el Dia d'Acció de Gràcies del 1970, l'Ocupació d'Alcatraz es va assenyalar com "el símbol d'un desig acabat de despertar entre els indis per la unitat i l'autoritat en un món blanc". L'ocupació de l'illa d'Alcatraz va servir com un símbol i una força unificadora per als pobles indígenes de tot el món a causa de la importància que tenia l'illa a la vida dels seus avantpassats. Els indis van viatjar a Alcatraz uns 10.000 anys abans que els europeus entressin a l'Àrea de la Badia. Al llarg de la seva història, l'illa va complir el propòsit d'un campament, es va fer servir com un lloc per buscar menjar i en un moment es va convertir en un lloc aïllat i remot on els infractors de la llei eren retinguts. L'ocupació que va començar el 1969 va fer que els nadius americans recordessin el que significava l'illa per a ells com a poble. Tot i que l'ocupació d'Alcatraz va inspirar l'aparició de molts altres moviments panindis, també va mostrar com el gènere va tenir un paper en l'activisme indi. Els principals mitjans de comunicació tenien una obsessió per documentar l'estereotip del guerrer indi masculí i, com a tal, només els homes es destacaven com a líders i creadors de moviments. Les dones a l'ocupació d'Alcatraz, com LaNada Means i Stella Leach, van rebre poca atenció per contribuir al moviment. Com a resultat, les moltes dones que havien iniciat moviments com l'Incident de Wounded Knee mai no serien tan conegudes com Russell Means i altres líders de l'AIM, encara que, en el cas de Wounded Knee, dels 350 ocupants, només 100 eren homes. Citat en Ghost Dancing the Law: John Trudell va admetre, reflexionant: "Ens vam perdre a la nostra homenia".

## Ràdio Lliure Alcatraz
L'estació de ràdio va ser un ingredient clau en l'ocupació d'Alcatraz. Va transmetre programes de mitja hora almenys 39 vegades a través de les estacions de Pacifica KPFA (Berkeley), KPFK (Los Angeles), WBAI (Nova York), regularment a les 7:15 pm PST, a més de 100.000 oients. Avui dia, l'Arxiu de Ràdio Pacífica té còpies físiques de 39 transmissions i quatre transmissions s'han conservat digitalment i estan disponibles. El seu contingut consistia en converses amb diversos membres de l'ocupació, fossin nadius americans o no; i discursos del seu impulsor principal, John Trudell, un veterà Santee Siux. L'estació va acabar el seu funcionament quan el Govern Federal va tallar el subministrament elèctric a l'illa a finals de maig del 1971. L'FBI considerava Trudell com una veu especialment perillosa per als drets dels nadius.
Trudell va parlar, amb una veu tranquil·la de l'Oest Mitjà, sobre temes clau en la vida dels nadius: pèrdua forçada de terres ancestrals, qüestions d'espiritualitat, subministrament d'aigua greument contaminat a les reserves natives, desigualtats marcades en la mortalitat infantil i l'esperança de vida entre els nadius americans, en contrast amb el públic nord-americà majoritàriament blanc. Es va dirigir als oients com un mediador franc però tranquil, sense retòrica punxant. Cada programa començava amb la cançó de Buffy Sainte Marie "Now That the Buffalo's Gone".

## Llegat
Uns 50 dels ocupants d'Alcatraz van viatjar a East Bay i van començar una ocupació d'una instal·lació de míssils Nike abandonada i en ruïnes ubicada als turons darrere de la comunitat de Kensington el juny del 1971. Aquesta ocupació va acabar tres dies després per una força combinada de la Policia de Richmond i tropes regulars de l'Exèrcit dels EUA del Presidi de San Francisco. A més, l'ocupació d'Alcatraz va influir en gran manera en la decisió del govern nord-americà de posar fi a la política d'acomiadament d'indis i aprovar la Llei d'Assistència Educativa i Autodeterminació dels Indis de 1975.
L'ocupació d'Alcatraz va donar lloc a una celebració anual dels drets dels pobles indígenes, el Dia de No-Acció de Gràcies, donant la benvinguda a tots els visitants a una cerimònia a trenc d'alba amb els permisos del Servei de Parcs Nacionals.
Al març de 1970, un grup amb seu a Seattle anomenat Indis Units de Totes les Tribus va ocupar Fort Lawton, exigint la devolució de les terres indígenes que estaven a punt de ser declarades excedents. L'organització i la seva acció es van inspirar expressament en els indis de totes les tribus i l'ocupació d'Alcatraz. Bernie Whitebear, un dels involucrats, va afirmar que “Vam veure el que s'hi va poder aconseguir i si no hagués estat pel seu esforç decidit a Alcatraz, no hi hauria hagut moviment aquí. Ens agradaria pensar que Alcatraz viu en part a través de Ft. Leyton."